# 二庙乡
二庙乡是中国山东省临沂市苍山县（现称兰陵县）下辖的一个乡。2011年，二庙乡撤销，辖境并入长城镇。

## 行政区划
二庙乡下辖二庙村、徐村、大敦村、店子村、亓庄村、吴庄村、李村、二庙孙村、东张村、居村、马村、瓦子埠村、付村、芦塘村、大埠村、后湖村、新华村、徐圩子村、李圩子村、马场村、武河村、王湖埠村、郭楼村、吴湖埠村、赵湖埠村、李湖埠村、颜庄村、小桥村、红圈村、徐桥村、池口村、姚场村、沙墩村、纪庄村、朱场村、赵楼村。